# 2002년 일본 프로 야구 올스타전
2002년 일본 프로 야구 올스타전은 2002년 7월 12일과 7월 13일에 열린 일본 프로 야구의 올스타전 경기이다. 정식 명칭은 2002 산요 올스타 게임(2002 サンヨー オールスターゲーム, 2002 SANYO ALL STAR GAME).

## 개요
전년도 일본 시리즈 정상에 오른 야쿠르트 스왈로스의 와카마쓰 쓰토무 감독이 센트럴 리그 올스타팀을 이끌었고 퍼시픽 리그 우승팀인 오사카 긴테쓰 버펄로스의 나시다 마사타카 감독이 퍼시픽 리그 올스타팀을 지휘했다. 이전까지 3경기였던 경기 방식이 다시금 2경기 형식으로 되돌려져 3경기째로 시행한 지방 개최를 2경기째로 시행하게 됐다. 또한 이전까지 7월 하순의 주말 중심으로 개최한 것을 7월 중순에 개최토록 하는 등 선수에 대한 배려가 이뤄지게 됐다.
1차전에서는 그해 시즌 전반기의 분위기를 상승시킨 한신 타이거스 선수들이 맹활약을 펼쳤는데 선발 이가와 게이가 3회에 퍼시픽 올스타팀에게 선제점을 허용했으나 삼진 3개를 뺏어냈고 조지 아리아스, 가타오카 아쓰시가 홈런을 때려냈다. 더 나아가 센트럴 올스타팀이 승리할 때의 투수도 한신의 트레이 무어였다. 마쓰야마 주오 공원 야구장(통칭 봇짱 스타디움)에서 개최된 2차전에서는 센트럴 올스타팀의 아라이 다카히로(히로시마)의 솔로 홈런과 우에하라 고지(요미우리)가 4개의 탈삼진을 뺏어내는 등의 활약이 있었음에도 4대 2로 패했다. 승리 타점을 기록한 마토야마 데쓰야(긴테쓰)가 MVP에 선정되면서 퍼시픽 올스타팀의 나시다 감독도 경기 종료 후에 있은 승리 감독 인터뷰에서 별로 눈에 띄지 않았던 마토야마의 MVP에 대해 “아마 비가 올 것 같으니 조심해서 돌아가길 바란다. 정말로 진귀한 일이다”라고 웃으면서 말했다.
2차전이 열린 마쓰야마는 그해 야구 명예의 전당에 헌액된 마사오카 시키(신세기 특별 헌액자 부문)의 고향이기도 했다. 5회 종료 후에 거행된 시상식에는 같은 에히메현 출신의 지바 시게루, 니시모토 다카시 등 프로 야구 OB들이 옛 유니폼 차림으로 그라운드에 등장했다. 그리고 마쓰야마 주오 공원 야구장에 마련된 ‘노 볼 뮤지엄’에서는 2차전 경기 모습이 전시돼 있어서 출전 선수의 사진과 사인 색지, 경기의 다이제스트 영상을 볼 수 있다.

## 출장 선수
| 센트럴 리그 | 센트럴 리그       | 센트럴 리그 | 센트럴 리그 |
| ----------- | ----------------- | ----------- | ----------- |
| 감독        | 와카마쓰 쓰토무   | 야쿠르트    |             |
| 코치        | 하라 다쓰노리     | 요미우리    |             |
| 코치        | 모리 마사아키     | 요코하마    |             |
| 선발 투수   | 이가와 게이       | 한신        | 2           |
| 중간 계투   | 오카지마 히데키   | 요미우리    | 3           |
| 마무리 투수 | 가와하라 준이치   | 요미우리    | 첫 출장     |
| 투수        | 이가라시 료타     | 야쿠르트    | 2           |
| 투수        | K. 호지스         | 야쿠르트    | 첫 출장     |
| 투수        | 이시이 히로토시   | 야쿠르트    | 첫 출장     |
| 투수        | 우에하라 고지     | 요미우리    | 4(1)        |
| 투수        | 미우라 다이스케   | 요코하마    | 첫 출장     |
| 투수        | 오야마다 야스히로 | 히로시마    | 첫 출장     |
| 투수        | 가와카미 겐신     | 주니치      | 2           |
| 투수        | T. 무어           | 한신        | 첫 출장     |
| 포수        | 야노 아키히로     | 한신        | 2           |
| 포수        | 후루타 아쓰야     | 야쿠르트    | 13          |
| 포수        | 다니시게 모토노부 | 주니치      | 7           |
| 1루수       | 기요하라 가즈히로 | 요미우리    | 17(1)       |
| 2루수       | 이마오카 마코토   | 한신        | 2           |
| 3루수       | 가타오카 아쓰시   | 한신        | 6           |
| 유격수      | 이바타 히로카즈   | 주니치      | 2           |
| 내야수      | 미야모토 신야     | 야쿠르트    | 첫 출장     |
| 내야수      | 아라이 다카히로   | 히로시마    | 첫 출장     |
| 내야수      | 다쓰나미 가즈요시 | 주니치      | 9           |
| 내야수      | G. 아리아스       | 한신        | 첫 출장     |
| 외야수      | 마쓰이 히데키     | 요미우리    | 9           |
| 외야수      | 다카하시 요시노부 | 요미우리    | 5           |
| 외야수      | 히야마 신지로     | 한신        | 2           |
| 외야수      | A. 라미레스       | 야쿠르트    | 첫 출장     |
| 외야수      | 시미즈 다카유키   | 요미우리    | 2           |
| 외야수      | 후쿠도메 고스케   | 주니치      | 2           |

| 퍼시픽 리그 | 퍼시픽 리그         | 퍼시픽 리그 | 퍼시픽 리그 |
| ----------- | ------------------- | ----------- | ----------- |
| 감독        | 나시다 마사타카     | 긴테쓰      |             |
| 코치        | 오 사다하루         | 다이에      |             |
| 코치        | 이하라 하루키       | 세이부      |             |
| 선발 투수   | 마쓰자카 다이스케   | 세이부      | 4           |
| 중간 계투   | 모리 신지           | 세이부      | 3           |
| 마무리 투수 | R. 페드라자         | 다이에      | 4           |
| 투수        | 오카모토 아키라     | 긴테쓰      | 2           |
| 투수        | J. 파웰             | 긴테쓰      | 첫 출장     |
| 투수        | 와카타베 겐이치     | 다이에      | 첫 출장     |
| 투수        | 요시다 슈지         | 다이에      | 2           |
| 투수        | 도요다 기요시       | 세이부      | 3           |
| 투수        | 미쓰이 고지▲        | 세이부      | 첫 출장     |
| 투수        | 가네다 마사히코     | 오릭스      | 2           |
| 투수        | 야마구치 가즈오     | 오릭스      | 첫 출장     |
| 투수        | 고바야시 히로유키   | 지바 롯데   | 첫 출장     |
| 투수        | 하야토              | 닛폰햄      | 첫 출장     |
| 포수        | 조지마 겐지         | 다이에      | 6           |
| 포수        | 마토야마 데쓰야▲    | 긴테쓰      | 2           |
| 포수        | 이토 쓰토무         | 세이부      | 16          |
| 포수        | 히다카 다케시       | 오릭스      | 3           |
| 1루수       | 오가사와라 미치히로 | 닛폰햄      | 4           |
| 2루수       | 이구치 다다히토     | 다이에      | 2           |
| 3루수       | 나카무라 노리히로   | 긴테쓰      | 6           |
| 유격수      | 마쓰이 가즈오       | 세이부      | 6           |
| 내야수      | 요시오카 유지       | 긴테쓰      | 첫 출장     |
| 내야수      | 고쿠보 히로키       | 다이에      | 7(1)        |
| 내야수      | 가네코 마코토       | 닛폰햄      | 첫 출장     |
| 외야수      | T. 로즈             | 긴테쓰      | 6           |
| 외야수      | 아키야마 고지       | 다이에      | 18          |
| 외야수      | 다니 요시토모       | 오릭스      | 2           |
| 외야수      | 오무라 나오유키     | 긴테쓰      | 2           |
| 외야수      | 사부로              | 지바 롯데   | 첫 출장     |
| 지명타자    | A. 카브레라         | 세이부      | 2           |

- 굵은 글씨는 팬 투표로 선출된 선수, ▲는 출장 사퇴 선수 발생에 의한 보충 선수, 그 외에는 감독 추천에 의한 출장.
- 숫자는 출장 횟수, 괄호 안의 숫자는 상기 횟수 중 부상 때문에 출전하지 못한 횟수.

1. ↑  오른쪽 팔꿈치 통증으로 인한 출전 포기, 대체할 선수로는 미쓰이가 선출.
2. ↑  오른쪽 어깨 쇄골 골절로 인한 출전 포기, 대체할 선수로는 마토야마가 선출.

## 올스타전 경기 결과

### 1차전

#### 스코어
| 팀 | 1 | 2 | 3 | 4 | 5 | 6 | 7 | 8 | 9 | R | H | E |
| 센트럴 | 0 | 0 | 0 | 1 | 0 | 0 | 1 | 2 | 0 | 4 | 8 | 0 |
| 퍼시픽 | 0 | 0 | 1 | 0 | 0 | 0 | 0 | 0 | 0 | 1 | 6 | 0 |
| 승리 투수: 트레이 무어(한신) 패전 투수: 야마구치 가즈오(오릭스) 세이브: 가와하라 준이치(요미우리) 홈런: 센트럴 – 조지 아리아스(한신·7회 1점), 가타오카 아쓰시(한신·8회 2점) |   |   |   |   |   |   |   |   |   |   |   |   |

#### 출장 선수
| 센트럴 | 센트럴 | 센트럴            |
| 타순   | 수비   | 선수              |
| ------ | ------ | ----------------- |
| 1      | (二)   | 이마오카 마코토   |
| 2      | (유)   | 이바타 히로카즈   |
| 3      | (우)   | 다카하시 요시노부 |
| 4      | (중)   | 마쓰이 히데키     |
| 5      | (지)   | 기요하라 가즈히로 |
| 6      | (一)   | G. 아리아스       |
| 7      | (좌)   | A. 라미레스       |
| 8      | (三)   | 다쓰나미 가즈요시 |
| 9      | (포)   | 야노 아키히로     |
|        | (투)   | 이가와 게이       |

| 퍼시픽 | 퍼시픽 | 퍼시픽              |
| 타순   | 수비   | 선수                |
| ------ | ------ | ------------------- |
| 1      | (유)   | 마쓰이 가즈오       |
| 2      | (一)   | 오가사와라 미치히로 |
| 3      | (좌)   | T. 로즈             |
| 4      | (三)   | 나카무라 노리히로   |
| 5      | (지)   | A. 카브레라         |
| 6      | (우)   | 아키야마 고지       |
| 7      | (중)   | 다니 요시토모       |
| 8      | (二)   | 이구치 다다히토     |
| 9      | (포)   | 이토 쓰토무         |
|        | (투)   | 미쓰이 고지         |

#### 수상 선수
MVP
- 조지 아리아스(한신)

### 2차전

#### 스코어
| 팀 | 1 | 2 | 3 | 4 | 5 | 6 | 7 | 8 | 9 | R | H | E |
| 퍼시픽 | 2 | 2 | 0 | 0 | 0 | 0 | 0 | 0 | 0 | 4 | 7 | 1 |
| 센트럴 | 0 | 0 | 0 | 1 | 0 | 0 | 1 | 0 | 0 | 2 | 7 | 0 |
| 승리 투수: 제레미 파웰(긴테쓰) 패전 투수: 케빈 호지스(야쿠르트) 세이브: 도요다 기요시(세이부) 홈런: 센트럴 – 아라이 다카히로(히로시마·7회 1점) |   |   |   |   |   |   |   |   |   |   |   |   |

#### 출장 선수
| 퍼시픽 | 퍼시픽 | 퍼시픽              |
| 타순   | 수비   | 선수                |
| ------ | ------ | ------------------- |
| 1      | (유)   | 마쓰이 가즈오       |
| 2      | (一)   | 오가사와라 미치히로 |
| 3      | (좌)   | T. 로즈             |
| 4      | (三)   | 나카무라 노리히로   |
| 5      | (지)   | A. 카브레라         |
| 6      | (우)   | 고쿠보 히로키       |
| 7      | (중)   | 다니 요시토모       |
| 8      | (二)   | 가네코 마코토       |
| 9      | (포)   | 마토야마 데쓰야     |
|        | (투)   | J. 파웰             |

| 센트럴 | 센트럴 | 센트럴          |
| 타순   | 수비   | 선수            |
| ------ | ------ | --------------- |
| 1      | (좌)   | 시미즈 다카유키 |
| 2      | (유)   | 미야모토 신야   |
| 3      | (우)   | 후쿠도메 고스케 |
| 4      | (중)   | 마쓰이 히데키   |
| 5      | (지)   | 히야마 신지로   |
| 6      | (포)   | 후루타 아쓰야   |
| 7      | (三)   | 가타오카 아쓰시 |
| 8      | (一)   | 아라이 다카히로 |
| 9      | (二)   | 이마오카 마코토 |
|        | (투)   | K. 호지스       |

#### 수상 선수
MVP
- 마토야마 데쓰야(긴테쓰)

## 같이 보기
- 일본 프로 야구 올스타전
- 일본 야구 기구(주최)
- 산요 전기(특별 협찬)